# Liste der Monuments historiques in Toufflers
Die Liste der Monuments historiques in Toufflers führt die Monuments historiques in der französischen Gemeinde Toufflers auf.

## Liste der Bauwerke
| Bezeichnung                    | Beschreibung | Standort                        | Kennzeichnung | Schutzstatus | Datum | Bild |
| ------------------------------ | ------------ | ------------------------------- | ------------- | ------------ | ----- | ---- |
| Bourloire du Cercle Saint-Paul | Erbaut 1930  | 35, rue Henri-Pouchain (Lage)   | PA59000120    | Inscrit      | 2006  |      |
| Motte                          | Mittelalter  | Rue du Château-de-Wasmes (Lage) | PA00107835    | Inscrit      | 1980  |      |

## Liste der Objekte
- Monuments historiques (Objekte) in Toufflers in der Base Palissy des französischen Kultusministeriums